# Панасівка (Роменський район)
Пана́сівка — село в Україні, у Роменському районі Сумської області. Населення становить 823 осіб. Входить до складу Липоводолинської селищної громади.

## Географія
Розташоване на березі річки Хорол, вище за течією на відстані 0.5 км розташоване село Берестівка, нижче за течією на відстані 3 км розташоване селище Липова Долина.
По селу протікає струмок, що пересихає із загатою.
Через село пролягає автомобільний шлях Т 1904.

## Історія
Село Панасівка засноване у другій половині XVII ст.
Село постраждало внаслідок геноциду українського народу, проведеного урядом СРСР 1923—1933 та 1946–1947 роках, кількість встановлених жертв — 97 людей.
До 2019 року орган місцевого самоврядування — Панасівська сільська рада.
Після ліквідації Липоводолинського району 19 липня 2020 року село увійшло до Роменського району.

## Політика

### Парламентські вибори, 2019
На позачергових парламентських виборах 2019 року у селі функціонувала окрема виборча дільниця № 590343, розташована у приміщенні будинку культури.
Результати
- зареєстровано 483 виборці, явка 66,67%, найбільше голосів віддано за «Слугу народу» — 50,78%, за Всеукраїнське об'єднання «Батьківщина» — 18,81%, за Радикальну партію Олега Ляшка — 14,42%[4]. В одномандатному окрузі найбільше голосів отримав Анатолій Свирид (самовисування) — 38,63%, за Максима Гузенка (Слуга народу) — 24,61%, за Анатолія Кобзаренка (самовисування) — 19,63%[5].

## Економіка
- На території сільської ради функціонує СК «Агро»,
- «Липоводолинський райснаб»
- Базовим інвестором є ТОВ «АЛЬЯНС». тов «АЛЬЯНС» вносить найбільшу частку у розвиток інфраструктури на території Сільської Ради.

## Населення

### Мова
Розподіл населення за рідною мовою за даними перепису 2001 року:
| Мова            | Кількість | Відсоток |
| --------------- | --------- | -------- |
| українська      | 781       | 98.74%   |
| російська       | 8         | 1.00%    |
| румунська       | 1         | 0.13%    |
| інші/не вказали | 1         | 0.13%    |
| Усього          | 791       | 100%     |

## Соціальна сфера
- Школа I—II ст. Директор — Кравцова Ольга Дмитрівна. На 01.09 2017 р. у школі налічувалось 43 учні.
- Будинок культури — введений в дію 1978 рік, завідувач Шарлай Оксана Василівна.
- Дитячий садочок ."СОНЕЧКО" завідувачка Ковінько Тетяна Анатолійовна. На кінець 2017 р.у садочок ходять 22 дитини.

## Пам'ятки
- Братська могила[d] радянських воїнів та пам'ятник воїнам-землякам;
- Могила[d] В. І. Туманського — російського поета;

## Люди
- Євенко Віктор Миколайович (1987—2023) — сержант Збройних сил України, учасник російсько-української війни.
- Король Федір Петрович — радянський воєначальник, генерал-майор.
- Свирид Анатолій Олексійович — старшина Збройних сил України, учасник російсько-української війни.
- Скоропис Михайло Васильович (1970—2014) — старший лейтенант (помер від серцевого нападу в зоні бойових дій)[7]

В селі, біля школи, похований російський поет Василь Туманський (1800—1860). У 1951 році на його могилі встановлений надгробок — плита і цегляний тинькований обеліск.